# Литвиненко Іван Сергійович
Іван Сергійович Литвиненко (нар. 10 квітня 2001, Дніпропетровськ, Україна) — український футболіст, півзахисник «Металіста 1925».

## Клубна кар'єра
Народився в Дніпропетровську, вихованець юнацької академії місцевого «Дніпра». Починаючи з сезону 2018/19 виступав за СК «Дніпро-1» U-19, у футболці якого в Першій лізі U-19 зіграв 11 матчів, відзначився 13-ма голами та 6-ма гольовими передачами. 
За першу команду дніпропетровців дебютував 17 листопада 2018 року в переможному (4:0) домашньому матчі 18-го туру Першої ліги проти кропивницької «Зірки». Іван вийшов на поле на 80-й хвилині, замінивши Сергія Логінова. Цей матч виявився для Литвиненка єдиним в основному складі «Дніпра-1». Того сезону команда виборола путівку до Прем'єр-ліги та дійшла до 1/2 фіналу національного кубку, де поступилася донецькому «Шахтарю» (0:2). У кубку України Іван не зіграв жодного поєдинку. В наступному сезоні в основу «Дніпра-1» він пробитися не зміг, виступаючи виключно за дублерів. У чемпіонаті України до 21 року в сезоні 2019/20 Іван Литвиненко провів 18 матчів, забивши 1 гол.
У вересні 2020 року перейшов у львівський «Рух».
У серпні 2022 року став гравцем одеського «Чорноморця». Наприкінці 2022 року гравець достроково залишив одеський клуб.

## Кар'єра в збірній
У 2018 році потрапив до списку 20-ти гравців, які в складі збірної України взяли участь в юнацькому чемпіонаті Європи U-17. На цьому турнірі дебютував 21 березня 2018 року в нічийному (1:1) поєдинку проти однолітків з Іспанії. Литвиненко вийшов на поле на 65-й хвилині, замінивши Ярослава Надольського. На цьому турнірі провів 3 поєдинки.
Викликався до юнацької збірної України U-18, у футболці якої дебютував 21 березня 2019 року в програному (1:2) поєдинку проти однолітків з Іспанії. Іван вийшов на поле в стартовому складі, на 30-й хвилині відзначився голом, а на 67-й хвилині був замінений. Усього зіграв за збірну U-18 3 товариські матчі, відзначився 1 голом.

## Досягнення
- Чемпіон Грузії: 2023